# ریانه برناوی
ریانه برناوی (Rayyanah Barnawi ; زاده سپتامبر ۱۹۸۸ در جده) یک پژوهشگر زیست‌پزشکی و فضانورد اهل عربستان سعودی است. از او به عنوان اولین زن عرب که راهی فضا شده است یاد می‌شود.
کمیسیون فضایی عربستان در ۱۲ فوریه ۲۰۲۳ به‌طور رسمی اعلام کرد که او برای مأموریت Axiom 2 به عنوان متخصص مأموریت انتخاب شده‌است.

## تحصیلات
ریانه برناوی دارای مدرک کارشناسی در علوم زیست‌پزشکی از دانشگاه اتاگو و همچنین مدرک کارشناسی ارشد در علوم زیست‌پزشکی از دانشگاه الفیصل است. او نه سال تجربه در تحقیقات سلول‌های بنیادی سرطان دارد. زمانی که او انتخاب شد به عنوان تکنسین آزمایشگاه تحقیقاتی در بیمارستان تخصصی و مرکز تحقیقات ملک فیصل در ریاض مشغول به کار بود. به عنوان بخشی از این مأموریت، او به آزمایش‌هایی در زمینهٔ کاری خود می‌پردازد.

## مأموریت فضایی
برناوی در ۲۲ مه ۲۰۲۳، وارد ایستگاه فضایی بین‌المللی (آی‌اس‌اس) شد. او در مأموریتی چهار نفره به همراه پگی ویتسون، فضانورد پیشکسوت ناسا، و علی القرنی دیگر فضانورد اهل سعودی، در سفری ده روزه به ایستگاه فضایی بین‌المللی اعزام شد. این سفر فضایی توسط شرکت «اسپیس‌اکس» انجام شده‌است.
ریانه پس از پرتاب فضاپیما گفت: «سلام از فضا. تماشای زمین از این کپسول احساس شگفت‌انگیزی دارد.» او می‌گوید از تحقیقاتی که قرار است در فضا انجام دهد و از اینکه می‌تواند الگویی برای جوانان باشد و تجربیات خود از حضور در ایستگاه فضایی بین‌المللی را با آنها به اشتراک بگذارد «بسیار هیجان‌زده» است.